# Spoorlijn Luxemburg - Kleinbettingen
De Spoorlijn 5 Luxemburg - Kleinbettingen is een traject tussen de Belgische grens bij Aarlen en de stad Luxemburg. De spoorlijn is 18,8 km lang en heeft als nummer CFL Lijn 5.

## Geschiedenis
De spoorlijn werd gebouwd en geëxploiteerd door de spoorwegmaatschappij "Compagnie Guillaume Luxembourg".
De lijn sloot aan op de spoorlijn 162 van Brussel naar de Luxemburgse grens, die op Belgisch grondgebied werd aangelegd door de Grande Compagnie du Luxembourg. Op 15 mei 1858 werd het eerste deel van de spoorlijn, tussen Namen en Ciney officieel geopend. Op 17 juli 1858 werd de spoorlijn verlengd tot Grupont en vanaf 27 oktober 1858 kon men per trein naar Aarlen reizen. Op 14 september 1859 werd de verbinding tussen Aarlen en Luxemburgse grens bij Sterpenich geopend. Het Luxemburgse deel, van de grens tot Luxemburg-stad, kwam in dienst op 4 oktober 1859.

## Treindiensten
De CFL verzorgt het personenvervoer met RB treinen. De NMBS verzorgt het personenvervoer met IC, L- en Piekuurtreinen.
| Serie              | Treinsoort           | Route                                    | Bijzonderheden                                           |
| ------------------ | -------------------- | ---------------------------------------- | -------------------------------------------------------- |
| IC 16              | Intercity (NMBS/CFL) | Brussel-Zuid – Namen – Luxemburg         |                                                          |
| IC 34              | Intercity (NMBS/CFL) | Aarlen – Luxemburg                       | Rijdt alleen op werkdagen.                               |
| RB 5600            | Regionalbahn (CFL)   | Luxemburg – Kleinbettingen               | Rijdt alleen in het weekend.                             |
| RB 5700            | Regionalbahn (CFL)   | Luxemburg – Kleinbettingen               | Rijdt alleen op werkdagen.                               |
| L 5800RB 5800      | L-trein (NMBS / CFL) | Aarlen – Luxemburg                       | Rijdt niet in het weekend.                               |
| L 5900RB 5900      | L-trein (NMBS / CFL) | Aarlen – Luxemburg                       | Rijdt niet in het weekend.                               |
| RB 6300            | Regionalbahn (CFL)   | Luxemburg – Esch-sur-Alzette             |                                                          |
| RB 6800            | Regionalbahn (CFL)   | Luxemburg – Esch-sur-Alzette – Rodange   |                                                          |
| P 7655RE 7650      | Piekuurtrein (NMBS)  | Aarlen – Luxemburg                       | Rijdt alleen op werkdagen.                               |
| P 7675/8675RE 8650 | Piekuurtrein (NMBS)  | [ Luxemburg – ] / [ Libramont – ] Aarlen | Rijdt alleen op werkdagen. Een trein Libramont - Aarlen. |

## Aansluitingen
In de volgende plaatsen is of was er een aansluiting op de volgende spoorlijnen:
Luxemburg
CFL 1, spoorlijn tussen Luxemburg en Troisvierges
CFL 3, spoorlijn tussen Luxemburg en Wasserbillig
CFL 4, spoorlijn tussen Luxemburg en Oetrange
CFL 6, spoorlijn tussen Luxemburg en Bettembourg
CFL 7, spoorlijn tussen Luxemburg en Pétange
Kleinbettingen
CFL 2, spoorlijn tussen Pétange en Ettelbruck
Kleinbettingen grens
L162, spoorlijn tussen Namen en Sterpenich

## Elektrificatie
Het traject van de CFL werd op 30 september 1956 geëlektrificeerd met een spanning van 3.000 volt. Deze lijn is intussen omgebouwd naar de standaard die in de rest van het CFL spoornet van toepassing is met 25kV 50 Hz. Daarop volgend heeft Infrabel in België de aansluitende lijn 162 ook naar deze spanning omgebouwd.
CFL Lijn 5:
Luxemburg · Bertrange-Strassen · Mamer-Lycée · Mamer · Capellen · Kleinbettingen
Zie ook: CFL Lijn 1 · CFL Lijn 2 · CFL Lijn 3 · CFL Lijn 4 · CFL Lijn 6 · CFL Lijn 6a · CFL Lijn 6b · CFL Lijn 6c · CFL Lijn 7